# Kouga
Kouga (officieel Kouga Plaaslike Munisipaliteit) is een gemeente in het Zuid-Afrikaanse district Sarah Baartman.
Kouga ligt in de provincie Oost-Kaap en telt bijna 100.000 inwoners.

## Hoofdplaatsen
Het nationaal instituut voor de statistiek, Stats SA, deelt sinds de census 2011 deze gemeente in in 13 zogenaamde hoofdplaatsen (main place):
Cape St Francis • Gamtoosmond • Hankey • Humansdorp • Jeffrey’s Bay • Kouga NU • Kromrivier • KwaNomzamo • Loerieheuwel • Oyster Bay • Patensie • St Francisbaai • Thornhill.